# إيفان كوكرين
إيفان كوكرين (بالإنجليزية: Evan Cochrane)‏ هو لاعب دوري الرغبي أسترالي، ولد في 13 ديسمبر 1972.